# MISTY (雑誌)
『MISTY』（ミスティ）は、1980年から2011年まで実業之日本社より毎月17日に発売されていた占い専門の雑誌。編集は説話社。同社の『My Birthday』と比べ対象年齢が高く、本格的な占いの記事が多かった。
My Birthday増刊号として1980年にスタート。「MISTY」と名前を変え隔月に刊行。後、月刊化し、2006年の「My Birthday」休刊後も継続された。
2010年4月号に判型変更。2011年10月15日発売の11月号を最後に休刊。

## 主な連載
- ルナーリズム占星術（モナ・カサンドラ）

毎月21日から翌20日まで星座別に毎日の占いがカレンダーで掲載されている。
この中に毎月「星の教え」（モナ・カサンドラ）とその月の星座の翌年までの細密な占いが掲載されている。（月影沙織）
（2006年は誕生日別アドバイスも掲載）
- Happy Bouquet（マギー）
- 昼下がりの「胸騒ぎ」心理テスト（浅野八郎）
- Mystic Kaleidoscope（森村あこ）
- プレゼントストーン（エド）
- 天下無敵の 開運セレビアン（ルネ・ヴァン・ダール・ワタナベ）
- 優しい光の贈り物（姫乃宮亜美）
- 乙女のお金道（マドモアゼル・愛）
- マドモアゼル・愛のアクエリアス・オラシオン（マドモアゼル・愛）
- 中国神話 昔がたり（真矢茉子）
- 不思議研究所（マーク矢崎）
- ジョナサン・ケイナーの英国占星術直行便（ジョナサン・ケイナー）
- 幸せ<M>の館 - 読者のお便りコーナー(イラスト担当 前田典子）
- Dream Culture!　ココロをリッチに! - 今月のBrilliantという形で毎月ゲストが変わる。
- フォーチュン★トラベルin asia（伊泉龍一）
- ココロとカラダに効くおとりよせ（海原純子）（2006年9月号～）
- 幸せのアンテナ（角田光代×鏡リュウジ）（2006年9月号～）
- ルネの魔女ガール入門（ルネ・ヴァン・ダール・ワタナベ）
- 姫乃宮亜美の優しい光のマザーズタッチ（姫乃宮亜美）
- 鏡リュウジの魔法図書館（鏡リュウジ）
- 女王LUAの星の調教ルーム（LUA）（イラスト担当倉馬奈未）
- 石井ゆかりのホロスコープ虎の巻（石井ゆかり (占星術師)）
- テノール心理学者 斉藤匡章の美声塾（斉藤匡章）
- エル・クアトロの婚活指南 星のお嬢様検定（エル・クアトロ）
- 石マニア蒼月紫野の最新STONE NEWS　みんなで石自慢（蒼月紫野）（2010年4月号～）